# 陳應禧
陳應禧，順天府大興縣人，清朝政治人物、進士出身。
光緒元年，鄉試中舉。光緒六年，登進士，同年五月，改翰林院庶吉士。光緒九年四月，散館，著以部属用。光緒十九年，任吏部驗封司主事。光緒二十二年，改吏部文選司員外郎。光緒二十六年，任山西道監察御史。光緒二十九年，任吏科給事中。